# Lacrimas Profundere
Lacrimas Profundere é uma banda alemã de metal gótico formada em 1993.
Seu estilo mudou ao longo do tempo, sendo originalmente uma banda de death/doom metal. Ao longo dos anos, eles simplificaram seu estilo para um estilo de gothic rock/hard rock/metal mais reconhecido por bandas finlandesas como HIM e The 69 Eyes.

## Biografia
Lacrimas Profundere foi fundado em 1993 pelo guitarrista Oliver Schmid. Na altura eram uma banda de death/doom metal com elementos góticos e sinfônicos, contando com vocais guturais. Utilizavam também vocais femininos (Anja Hötzendorfer).
O primeiro trabalho saiu em 1995, intitulado … and the Wings Embraced Us. Dois anos depois é a vez de La Naissance d’un Rêve (em português Nascimento de um Sonho).
Após este dois lançamentos assinam com a Napalm Records, por 5 álbuns. A harpista Ursula Schmidhammer foi convidada a participar na gravação do álbum Memorandum, que iria sair em 1999.
Apenas em 2001 a banda teve algum reconhecimento por parte da imprensa internacional, devido ao álbum  Burning: A Wish. Este álbum já não possui os elementos clássicos caracteristícos da banda. O irmão de Oliver, Christopher Schmid ocupa os vocais deste álbum.
Nesse ano a banda faz a primeira digressão internacional, que inclui a Europa e a América Latina.
Seguem-se mais dois álbuns: Fall, I Will Follow (2002),  Ave End (2004) e Filthy Notes For Frozen Hearts (2006).
Em Abril de 2007 Christopher Schmid deixa a banda após 14 anos como vocalista, alegando stress devido às tours. Peter Kafka ocupou o seu lugar. Meses depois Daniel Lechner deixa a banda e Peter Kafka deixa os vocais para ser baixista. Rob Vitacca foi contratado para vocalista.

## Integrantes

### Actuais
- Julian Larre - Vocais
- Oliver Nikolas Schmid - Guitarra
- Dominik Khaos - bateria
- Tony Berger - Guitarra

### Ex-integrantes
- Rob Vitacca - Vocais
- Peter Kafka - Baixo
- Marco Praschberger - Guitarra
- Christian Freitsmiedl - Guitarra
- Manuel Ehrlich - Guitarra
- Markus Lapper - Baixo
- Rico Galvagno - Baixo
- Daniel Lechner - Baixo
- Willi Wurm - bateria
- Christian Greisberger - bateria
- Stefan Eireiner - bateria
- Lorenz Gehmacher - bateria
- Christopher Schmid - Vocais
- Christian Steiner - Teclados
- Anja Hötzendorfer - Violino, Backing Vocals
- Ursula Schmidhammer - Harpa
- Eva Stöger - Flauta, Teclados

## Discografia
- ... and the Wings Embraced Us (1995)
- La Naissance D'Un Rêve (1997)
- The Crown of Leaving (EP, 1997)
- The Embrace and the Eclipse (EP, 1998)
- Memorandum (1999)
- Burning: A Wish (2001)
- Fall, I Will Follow (2002)
- Ave End (2004)
- Again It's Over  (EP, 2006)
- Filthy Notes For Frozen Hearts (2006)
- Songs For The Last View (2008)
- The Grandiose Nowhere (2010)
- Antiadore (2013)
- Hope is Here (2016)

## Vídeografia
- "Ave End" (2004) na Napalm Records (WMV)
- "Amber Girl" (2004) na Napalm Records (WMV)
- "Again It's Over" (2006) na Napalm Records (WMV)
- "My Velvet Little Darkness" (2006) na Napalm Records (WMV)
- "A Pearl" (2008)
- "And God's Ocean" (2009)
- "The Letter" (2010)
- "Lips" (2011)
- "My Release In Pain" (2013)